# Корнеев, Лев Александрович
Лев Алекса́ндрович Корне́ев (род. 5 сентября 1930, Магнитогорск, Уральская область) — советский историк, публицист, занимался антисионистской и антисемитской пропагандой. Первый советский отрицатель Холокоста.

## Биография
Родился в семье служащего. В 1954 году окончил Московский институт востоковедения. В 1964 году получил степень кандидата исторических наук, диссертация на тему «Образование Мальгашской республики». С 1968 года значился как член-корреспондент Мальгашской Академии. В 1968—1971 годах был сотрудником редакции журнала «Азия и Африка сегодня», в 1958—1963 годах — научным сотрудником Института Африки, в 1966—1968 годах — Института философии, с 1972 — Института востоковедения АН СССР. Написал «Мальгашско-русский словарь» (1966) и «Русско-малагасийский словарь» (1970).
В период с 1970-х по первую половину 1980-х годов вошёл в кружок «антисионистов».
В 1970-х годах Корнеевым было написано большое число статей, «разоблачавших» «сионизм», изображая его в качестве оккультного предприятия для получения власти над миром через такие средства, как шпионаж, продажа оружия, организованный террор, организованная преступность, грабёж, систематическое сотрудничество с «реакционными силами», начиная с нацизма и итальянского фашизма и заканчивая американским империалистическим капитализмом.
Авторитет для Корнеева представляла, в частности «Влесова книга», на которую он ссылался в своих работах. Несмотря на то, что ариософские фабулы и идеи «Влесовой книги» не укладывались в анализ «классовой сущности сионизма», тем не менее Корнеев включил в список «сионистских преступлений» «очернение» русского культурного наследия, в том числе возражения против подлинности «Влесовой книг».
Мария Альтман отмечает, что западные учёные называют Корнеева первым советским отрицателем Холокоста, который обвинял сионистов в значительном преувеличении числа еврейских жертв и использовал отдельные элементы отрицания Холокоста в идеологических целях. Корнеев развивал тезис о «сотрудничестве сионистов с нацистами» и о «пособничестве» сионистов в уничтожении миллионов соплеменников, впервые выдвинутый другим членом антисионистского кружка Юрием Ивановым в 1969 году. Разрабатывая эту идею, он писал, что число убитых нацистами евреев завышено «в 2-3 раза по крайней мере». Он писал, что цифру 6 миллионов назвал ещё в
1937 году Хаим Вейцман, она была «принята впоследствии за исходную», а «превращение в пыль сотен тысяч евреев-несионистов было заранее запланировано сионистским руководством». Идеи о ревизии Катастрофы, он, как и другие советские антисионисты заимствовал из соответствующих западных, в основном неонацистских источников, большая часть которых появилась после процесса Эйхмана (1961). Л. Дымерская-Цигельман писала, что тезис об участии сионистов в планировании и осуществлении Холокоста был оригинальной и типично советской продукцией, сходной с советскими обвинениями «врагов народа», которая сразу же получила широкую популярность в арабской антиизраильской пропаганде. В статье о «зловещих тайнах сионизма» августа 1977 года Корнеев представляет как историческую истину тесное сотрудничество между «сионистами» и нацистами. В статье июля 1978 года он стремится к «разоблачению» «международного сионизма» через сведение его к преступному предприятию, которое вошло в соглашение с нацизмом на базе их идеологической близости, общего «расизма». Он вспоминает о «страданиях миллионов евреев», однако ни слова не говорит об уничтожении нацистами евреев в Европе.
Его многочисленные и радикальные публикации вызвали резкую реакцию общественности. В 1981 году это привело к общественной кампании с требованием возбудить против Корнеева уголовное дело по ст. 74 УК РСФСР (разжигание «национальной розни»), начатой по инициативе ленинградского филолога И. Ф. Мартынова и незарегистрированной группы по созданию Ленинградского общества изучения еврейской культуры. Сам Мартынов получил за попытку противодействия Корнееву несколько лет тяжёлых принудительных работ. На его письмо протеста в Политиздат Украины, пришёл ответ, в котором, в частности, говорилось: «Книга хорошо оценена рядом зарубежных представительств. Так, временный поверенный в делах ООП в СССР писал: „Можно без преувеличения сказать, что монография Льва Корнеева по глубине анализа реакционной проимпериалистической сущности сионизма может быть названа лучшей книгой на эту тему, изданной за последнее время“. Представитель ООП считает, что издание книги — пример реальной помощи советского народа справедливому делу арабского народа Палестины».
Согласно утверждению известного санкт-петербургского историка цензуры А. Блюма, статью Корнеева «Ядовитая отрава сионизма» предполагалось опубликовать в журнале «Нева», однако её заблокировали сами МИД и КГБ как излишне резкую. По предположению Н. А. Митрохина это было результатом деятельности Мартынова и его соратников.
После этого инцидента Корнеев отошёл от антисионистской деятельности. Позднее он получил известность как автор сентиментальной научно-популярной книги «Слово о собаке» (1989).

## Некоторые публикации
- Мальгашско-русский словарь. — М., 1966.
- Русско-малагасийский словарь. — М., 1970.
- Враги мира и прогресса. 2 издания. — М., 1978—1980.
- Израиль. — М., 1980.
- Курсом агрессии и расизма. — М., 1982.
- Классовая сущность сионизма. — Киев: Издательство политической литературы, 1982. — 263 с. — (Критика идеологии и политики антикоммунизма). — 10 000 экз.
- Многочисленные газетные и журнальные публикации, в том числе в изданиях: Военно-исторический журнал, Вопросы истории, Нева, Труд, Неделя.
- Слово о собаке. — 1989.